# (10258) Sárneczky
(10258) Sárneczky est un astéroïde de la ceinture principale.

## Description
(10258) Sárneczky est un astéroïde de la ceinture principale. Il fut découvert le 6 janvier 1940 à l'observatoire Konkoly par György Kulin. Il présente une orbite caractérisée par un demi-grand axe de 3,16 UA, une excentricité de 0,09 et une inclinaison de 14,2° par rapport à l'écliptique.